# T-Pain

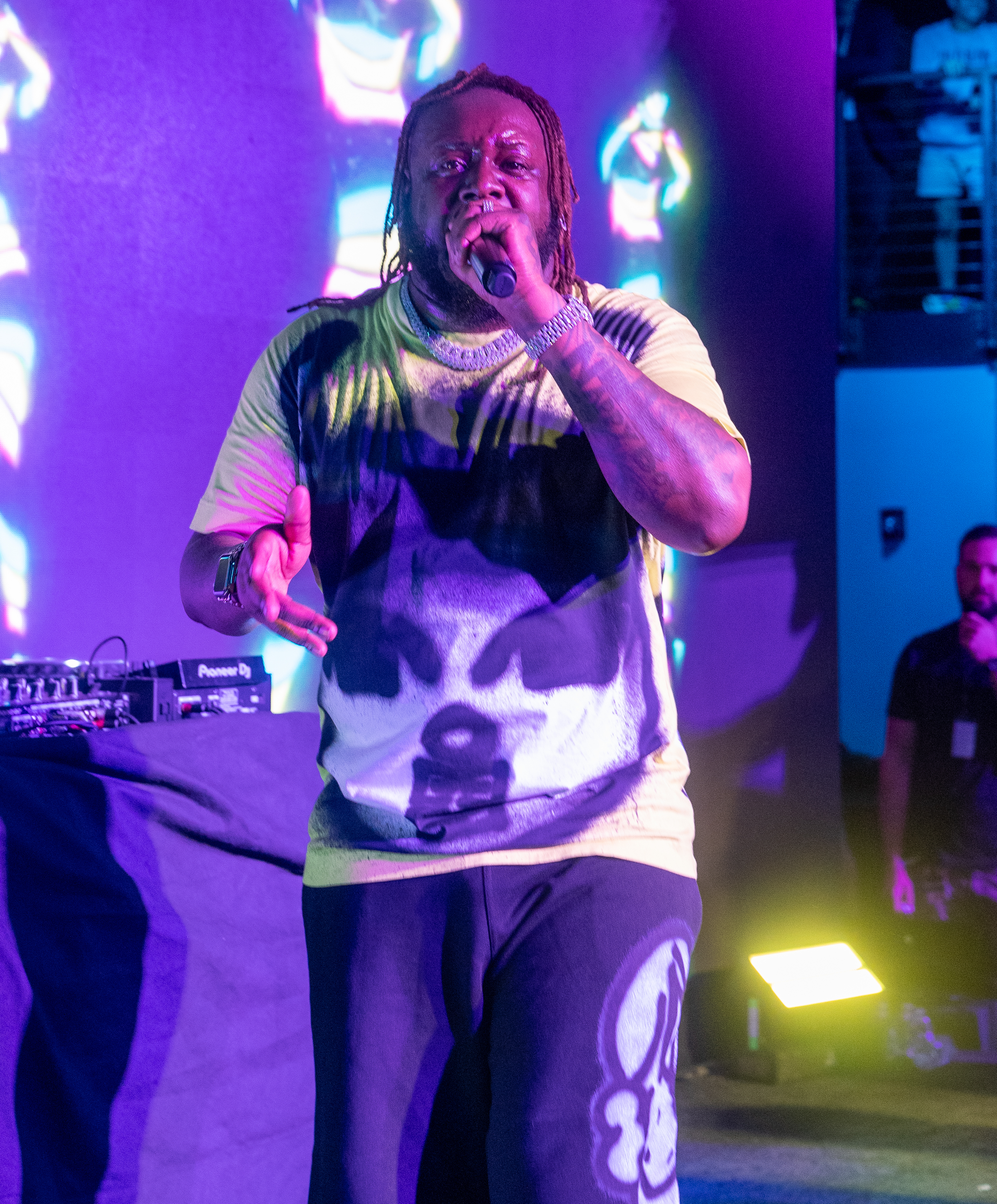
T-Pain (2022)

T-Pain (* 30. September 1984 in Tallahassee, Florida; bürgerlich Faheem Najm) ist ein US-amerikanischer Rapper, R&B-Sänger und Musikproduzent. Das T in „T-Pain“ steht für seine Geburtsstadt Tallahassee in Florida. T-Pain ist auch unter verschiedenen Pseudonymen wie Teddy Pain oder Teddy Verseti bekannt. Charakteristisch für T-Pain sind seine Zylinderhüte, seine kuriosen Brillen und der Auto-Tune-Effekt in seinen Liedern, der durch ihn sehr populär wurde, sodass ihn heute auch Sänger wie Lady Gaga oder Chris Brown verwenden.

## Karriere

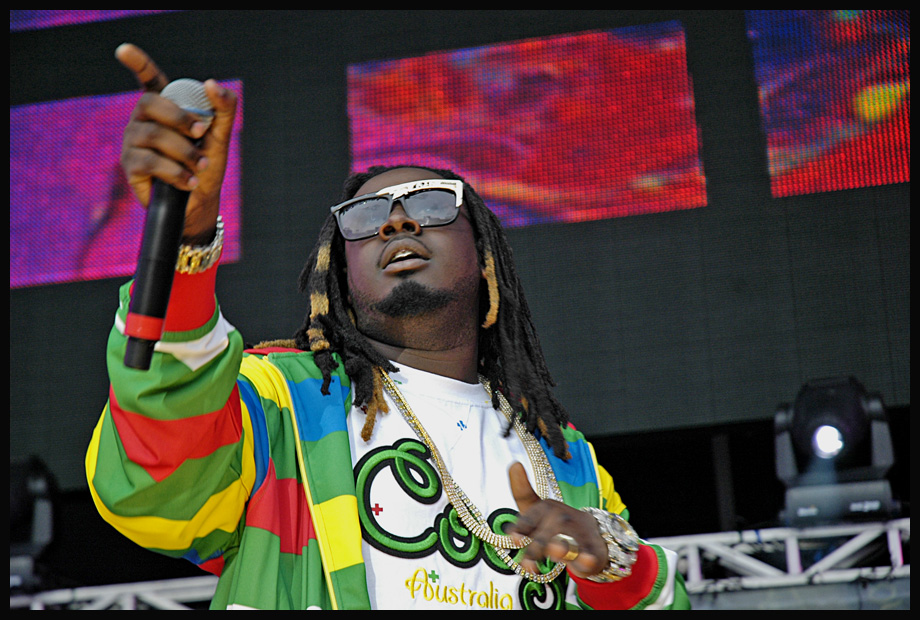
T-Pain (2007)

T-Pain war ein Mitglied der Rap-Combo Nappy Headz, die aus fünf Mitgliedern bestand. Bekannt wurde er jedoch durch die Adaption von Akons Song Locked Up, dessen Titel ein regionaler Radio-Hit war. Akon erfuhr von dem Song und nahm T-Pain bei seinem Label „Konvict Music“ unter Vertrag. 2002 gründete er sein eigenes Label „Nappy Boy Entertainment“.
Seine erste Single I’m Sprung kam im August 2005 in die US-amerikanischen Charts. Das erste Album Rappa Ternt Sanga folgte im November 2005. Die zweite Single-Auskoppelung I’m n Luv (Wit a Stripper) erschien im Januar 2006 und stieg auf Platz 5 der US-amerikanischen Billboard-Charts ein. Auf dem Album arbeitete er unter anderen mit Mike Jones, YoungbloodZ, Styles P und Trick Daddy zusammen.
Anfang des Jahres 2007 erschien sein Album Epiphany. Die Single Auskoppelung Buy U a Drank featuring Yung Joc stand im Sommer eine Woche auf dem 1. Platz der Billboard-Charts. Er war im Sommer auch noch zusammen mit dem Rapper Plies mit Shawty in den Billboard-Charts vertreten. Sein Bekanntheitsgrad steigerte sich insbesondere Ende 2007, als er durch Features mit Kanye West (Good Life), Baby Bash (Cyclone), Flo Rida (Low), und Chris Brown (Kiss Kiss) weltweite Aufmerksamkeit bekam.
2008 erhielt T-Pain als Songwriter gemeinsam mit Aldrin Davis und Kanye West den Grammy Award for Best Rap Song für den Song Good Life, der von Kanye West vorgetragen wird. Am 23. August 2008 kam T-Pains zweites Mixtape Pr33 Ringz heraus. Außerdem rappt er fast ausschließlich in diesem Mixtape. Am 11. November 2008 ist sein drittes Album Thr33 Ringz in den USA erschienen. Auf dem Album sind Lieder mit Ludacris, Busta Rhymes, Chris Brown, Lil Wayne und DJ Khaled zu finden. Die erste Single Can’t Believe It wurde im Juli 2008 veröffentlicht. Außerdem war er als Gastmusiker bei der Single-Auskoppelung The Boss des Rick-Ross-Albums Trilla zu hören.
Im März 2010 wurde im Cartoon Network der Zeichentrickfilm Freaknik: The Musical ausgestrahlt. In dem einstündigen Musikfilm sprach T-Pain die Hauptrolle des Freaknik und hat fünf Songs zum Soundtrack beigetragen. Außerdem sind zahlreiche weitere Hip-Hop-Musiker wie Lil Wayne, Snoop Dogg, Rick Ross und Kelis beteiligt.
Im Dezember 2011 kam T-Pains viertes Album Revolver heraus. Es erhält Gastauftritte von Lil Wayne, Detail, Chuckie, Pitbull, Lily Allen, Wiz Khalifa, Chris Brown, One Chance, Ne-Yo, R. Kelly, Bei Maejor und E-40.
Sein fünftes Album Oblivion erschien am 17. November 2017.
Im Februar 2019 gewann T-Pain als Monster die erste Staffel der US-amerikanischen Version von The Masked Singer und fungierte in der zehnten Folge der zweiten Staffel sowie der sechsten Episode der dritten Staffel als Gastjuror.

## Diskografie
Studioalben

| Jahr | Titel Musiklabel                            | Höchstplatzierung, Gesamtwochen, AuszeichnungChartplatzierungen (Jahr, Titel, Musiklabel, Platzierungen, Wochen, Auszeichnungen, Anmerkungen) | Höchstplatzierung, Gesamtwochen, AuszeichnungChartplatzierungen (Jahr, Titel, Musiklabel, Platzierungen, Wochen, Auszeichnungen, Anmerkungen) | Höchstplatzierung, Gesamtwochen, AuszeichnungChartplatzierungen (Jahr, Titel, Musiklabel, Platzierungen, Wochen, Auszeichnungen, Anmerkungen) | Höchstplatzierung, Gesamtwochen, AuszeichnungChartplatzierungen (Jahr, Titel, Musiklabel, Platzierungen, Wochen, Auszeichnungen, Anmerkungen) | Höchstplatzierung, Gesamtwochen, AuszeichnungChartplatzierungen (Jahr, Titel, Musiklabel, Platzierungen, Wochen, Auszeichnungen, Anmerkungen) | Anmerkungen                             |
| Jahr | Titel Musiklabel                            | DE | AT | CH | UK | US | Anmerkungen                             |
| ---- | ------------------------------------------- | --- | --- | --- | --- | --- | --------------------------------------- |
| 2006 | Rappa Ternt Sanga Konvict, Jive, Zomba      | — | — | — | — | US33 Gold · (26 Wo.)US | Erstveröffentlichung: 14. Juli 2006     |
| 2007 | Epiphany Nappy Boy, Konvict, Jive, Zomba    | — | — | — | — | US1 ×2Doppelplatin · (28 Wo.)US | Erstveröffentlichung: 31. August 2007   |
| 2008 | Thr33 Ringz Nappy Boy, Konvict, Jive, Zomba | — | — | — | — | US4 Gold · (21 Wo.)US | Erstveröffentlichung: 21. November 2008 |
| 2011 | Revolver Nappy Boy, Konvict, Jive           | — | — | — | — | US28 (10 Wo.)US | Erstveröffentlichung: 2. Dezember 2011  |
| 2017 | Oblivion Nappy Boy, Konvict, RCA            | — | — | — | — | US155 (1 Wo.)US | Erstveröffentlichung: 17. November 2017 |
| 2019 | 1-UP Cinematic                              | — | — | — | — | US115 (1 Wo.)US | Erstveröffentlichung: 27. Februar 2019  |
| 2019 | On Top of the Covers Empire                 | — | — | — | — | — | Erstveröffentlichung: 17. März 2023     |